# Mistrovství světa ve fotbale klubů 2025

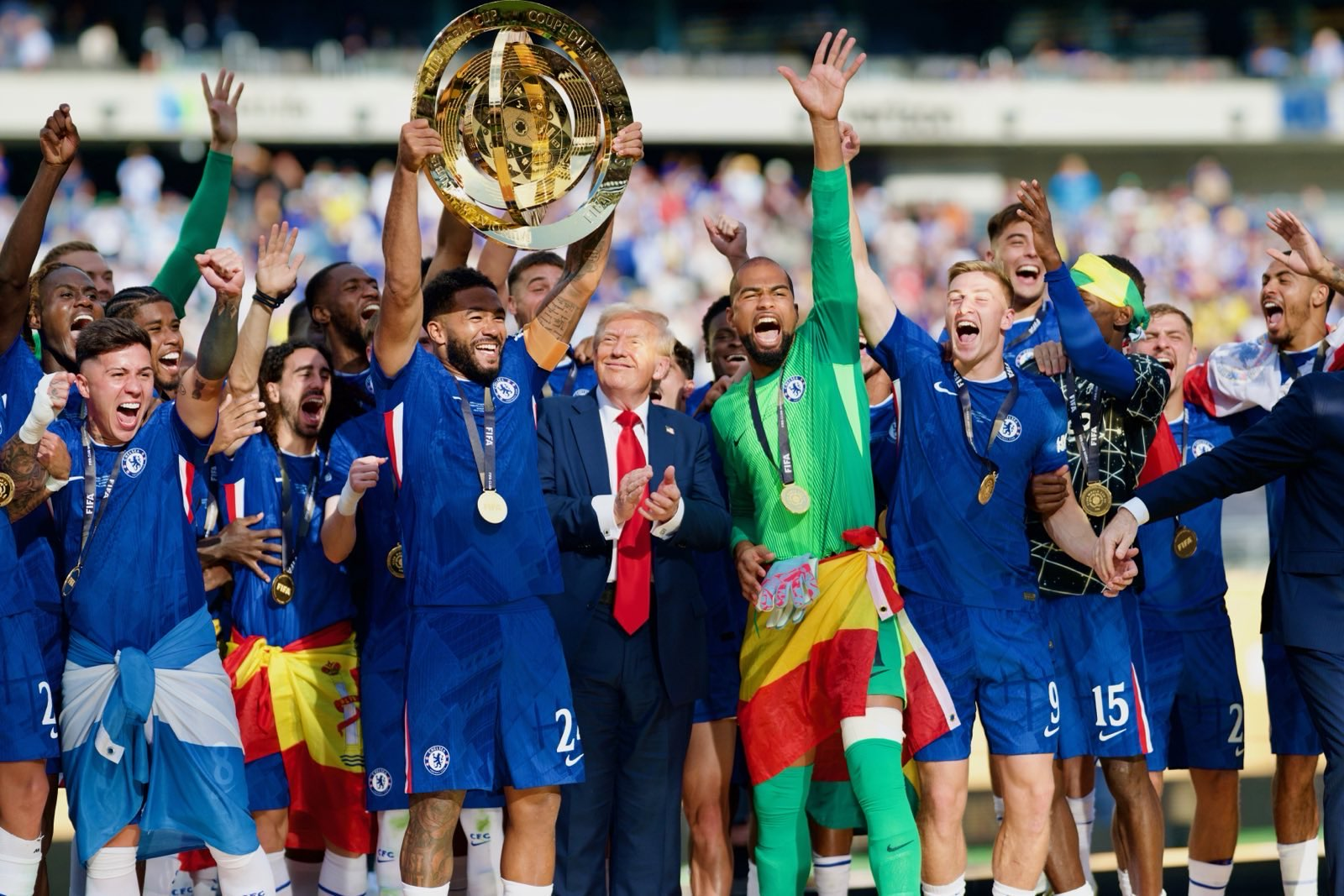
Fotbalisté Chelsea slaví vítězství ve finále mistrovství světa klubů

Mistrovství světa ve fotbale klubů 2025 bylo 21. ročníkem turnaje mužských fotbalových klubů, který organizuje fotbalová asociace FIFA. Byl to první ročník hraný v rozšířené podobě, jehož se účastnilo 32 týmů. Mistrovství se konalo ve Spojených státech amerických od 14. června do 13. července 2025.

## Přidělení účastnických míst
14. února 2023 rada FIFA schválila přidělení míst pro turnaj. UEFA získala nejvíce míst – 12. CONMEBOL získal šest míst, čtyři místa dostaly federace AFC, CONCACAF a CAF. Federace OFC a hostitelská asociace dostaly po jednom místu.
Kvalifikovaly se následující týmy:
- UEFA (12 míst): vítězové Ligy mistrů UEFA v letech 2021 až 2024, ostatní týmy budou určeny na základě klubového žebříčku za čtyřleté období
- CONMEBOL (6 míst): vítězové Copa Libertadores v letech 2021 až 2024, ostatní týmy budou určeny na základě klubového žebříčku za čtyřleté období
- AFC, CONCACAF a CAF (4 místa): vítězové nejvyšších kontinentálních klubových soutěží v letech 2021 až 2024
- OFC (1 místo): nejvýše umístěný klub mezi vítězi Ligy mistrů OFC v letech 2021 až 2024
- Hostitelská země (1 místo)

Pokud klub vyhraje dvě nebo více sezón v nejvyšší kontinentální soutěži, nahradí ho další tým podle klubového žebříčku za čtyřleté období. Platí omezení účasti max. dvou klubů z jednoho národního svazu; výjimka nastane, pokud tři kluby z jednoho svazu zvítězily v nejvyšší kontinentální soutěži.
Metoda výpočtu klubového žebříčku za čtyřleté období v rámci každé konfederace byla založena na sportovních kritériích během sezón ukončených mezi lety 2021 a 2024 a byla dokončena po konzultaci s danou konfederací a zainteresovanými stranami.
Původně kvalifikovaný Club León byl ještě před začátkem vyloučen z turnaje z důvodu porušení pravidel, konkrétně za nedodržení článku 10, který zakazuje, aby jeden majitel vlastnil více než jeden klub, který se turnaje účastní. FIFA následně uspořádala kvalifikační zápas o vzniklé místo v soutěži v rámci federace CONCACAF. V něm americké Los Angeles FC porazilo mexický Club América 2:1 po prodloužení.

## Kvalifikované týmy
Dne 21. března 2025 byl diskvalifikován vítěz Ligy mistrů CONCACAF 2023, Club León, protože měl stejného vlastníka jako jiný kvalifikovaný tým CF Pachuca. O posledním postupujícím rozhodlo předkolo mezi Los Angeles a Clubem América.
Na turnaj se kvalifikovaly tyto týmy:
| Konfederace        | Tým                 | Kvalifikace                                                  | Předcházející účasti na MS klubů                                      |
| ------------------ | ------------------- | ------------------------------------------------------------ | --------------------------------------------------------------------- |
| AFC (4 místa)      | Al-Hilal            | Vítěz Ligy mistrů AFC 2021                                   | 3 (2019, 2021, 2022)                                                  |
| AFC (4 místa)      | Urawa Red Diamonds  | Vítěz Ligy mistrů AFC 2022                                   | 3 (2007, 2017, 2023)                                                  |
| AFC (4 místa)      | Al Ajn              | Vítěz Ligy mistrů AFC 2023/24                                | 1 (2018)                                                              |
| AFC (4 místa)      | Ulsan HD            | klubový žebříček za čtyřleté období (AFC)                    | 3 (2012, 2020)                                                        |
| CAF (4 místa)      | Al-Ahly             | Vítěz Ligy mistrů CAF 2020/21, 2022/23 a 2023/24             | 9 (2005, 2006, 2008, 2012, 2013, 2020, 2021, 2022, 2023)              |
| CAF (4 místa)      | Wydad Casablanca    | Vítěz Ligy mistrů CAF 2021/22                                | 2 (2017, 2022)                                                        |
| CAF (4 místa)      | Espérance Tunis     | klubový žebříček za čtyřleté období (CAF)                    | 3 (2011, 2018, 2019)                                                  |
| CAF (4 místa)      | Mamelodi Sundowns   | klubový žebříček za čtyřleté období (CAF)                    | 1 (2016)                                                              |
| CONCACAF (4 místa) | Monterrey           | Vítěz Ligy mistrů CONCACAF 2021                              | 5 (2011, 2012, 2013, 2019, 2021)                                      |
| CONCACAF (4 místa) | Seattle Sounders    | Vítěz Ligy mistrů CONCACAF 2022                              | 1 (2022)                                                              |
| CONCACAF (4 místa) | Los Angeles FC      | Vítěz kvalifikačního zápasu proti Club América               | debut                                                                 |
| CONCACAF (4 místa) | Pachuca             | Vítěz Ligy mistrů CONCACAF 2024                              | 4 (2007, 2008, 2010, 2017)                                            |
| CONMEBOL (6 míst)  | Palmeiras           | Vítěz Copa Libertadores 2021                                 | 2 (2020, 2021)                                                        |
| CONMEBOL (6 míst)  | Flamengo            | Vítěz Copa Libertadores 2022                                 | 2 (2019, 2022)                                                        |
| CONMEBOL (6 míst)  | Fluminense          | Vítěz Copa Libertadores 2023                                 | 1 (2023)                                                              |
| CONMEBOL (6 míst)  | Botafogo            | Vítěz Copa Libertadores 2024                                 | debut                                                                 |
| CONMEBOL (6 míst)  | River Plate         | klubový žebříček za čtyřleté období (CONMEBOL)               | 2 (2015, 2018)                                                        |
| CONMEBOL (6 míst)  | Boca Juniors        | klubový žebříček za čtyřleté období (CONMEBOL)               | 1 (2007)                                                              |
| OFC (1 místo)      | Auckland City       | Nejvýše umístěný z vítězů Ligy mistrů OFC za čtyřleté období | 11 (2006, 2009, 2011, 2012, 2013, 2014, 2015, 2016, 2017, 2022, 2023) |
| UEFA (12 míst)     | Chelsea             | Vítěz Ligy mistrů UEFA 2020/21                               | 2 (2012, 2021)                                                        |
| UEFA (12 míst)     | Real Madrid         | Vítěz Ligy mistrů UEFA 2021/22 a 2023/24                     | 6 (2000, 2014, 2016, 2017, 2018, 2022)                                |
| UEFA (12 míst)     | Manchester City     | Vítěz Ligy mistrů UEFA 2022/23                               | 1 (2023)                                                              |
| UEFA (12 míst)     | Bayern Mnichov      | klubový žebříček za čtyřleté období (UEFA)                   | 2 (2013, 2020)                                                        |
| UEFA (12 míst)     | Paris Saint-Germain | klubový žebříček za čtyřleté období (UEFA)                   | debut                                                                 |
| UEFA (12 míst)     | Inter Milán         | klubový žebříček za čtyřleté období (UEFA)                   | 1 (2010)                                                              |
| UEFA (12 míst)     | Porto               | klubový žebříček za čtyřleté období (UEFA)                   | debut                                                                 |
| UEFA (12 míst)     | Benfica             | klubový žebříček za čtyřleté období (UEFA)                   | debut                                                                 |
| UEFA (12 míst)     | Borussia Dortmund   | klubový žebříček za čtyřleté období (UEFA)                   | debut                                                                 |
| UEFA (12 míst)     | Juventus            | klubový žebříček za čtyřleté období (UEFA)                   | debut                                                                 |
| UEFA (12 míst)     | Atlético Madrid     | klubový žebříček za čtyřleté období (UEFA)                   | debut                                                                 |
| UEFA (12 míst)     | Red Bull Salzburg   | klubový žebříček za čtyřleté období (UEFA)                   | debut                                                                 |
| CONCACAF (host.)   | Inter Miami CF      | Vítěz MLS Supporters' Shield 2024                            | debut                                                                 |

### Los
Losování se uskutečnilo dne 5. prosince 2024 v 13:00 v Miami.
V jedné skupině mohly být maximálně dva týmy z Evropy, ale nemohly být ze stejné země. Z ostatních konfederací mohl být ve skupině pouze jeden tým. Týmy z hostitelské země USA), tedy Inter Miami a Seattle Sounders jsou automaticky ve skupinách A a B.
Čtyři výkonnostní koše pro los byly následující:
| Tým                 | Konfed.  | Body |
| ------------------- | -------- | ---- |
| Manchester City     | UEFA     | 123  |
| Real Madrid         | UEFA     | 119  |
| Bayern Mnichov      | UEFA     | 108  |
| Paris Saint-Germain | UEFA     | 85   |
| Flamengo            | CONMEBOL | 141  |
| Palmeiras           | CONMEBOL | 140  |
| River Plate         | CONMEBOL | 103  |
| Fluminense          | CONMEBOL | 97   |

| Tým               | Konfed. | Body |
| ----------------- | ------- | ---- |
| Chelsea           | UEFA    | 79   |
| Borussia Dortmund | UEFA    | 79   |
| Inter Milán       | UEFA    | 76   |
| Porto             | UEFA    | 68   |
| Atlético Madrid   | UEFA    | 67   |
| Benfica           | UEFA    | 52   |
| Juventus          | UEFA    | 47   |
| Red Bull Salzburg | UEFA    | 40   |

| Tým              | Konfed.  | Body |
| ---------------- | -------- | ---- |
| Al-Hilal         | AFC      | 118  |
| Ulsan HD         | AFC      | 81   |
| Al-Ahly          | CAF      | 140  |
| Wydad Casablanca | CAF      | 108  |
| Monterrey        | CONCACAF | 52   |
| Club León        | CONCACAF | 47   |
| Boca Juniors     | CONMEBOL | 71   |
| Botafogo         | CONMEBOL | 37   |

| Tým                | Konfed.  | Body |
| ------------------ | -------- | ---- |
| Urawa Red Diamonds | AFC      | 49   |
| Al Ajn             | AFC      | 43   |
| Espérance Tunis    | CAF      | 100  |
| Mamelodi Sundowns  | CAF      | 98   |
| Pachuca            | CONCACAF | 34   |
| Seattle Sounders   | CONCACAF | 28   |
| Auckland City      | OFC      | 66   |
| Inter Miami        | Host.    | -    |

## Stadiony
| Pasadena                | East Rutherford  | Charlotte               | Atlanta               |
| ----------------------- | ---------------- | ----------------------- | --------------------- |
| Rose Bowl               | MetLife Stadium  | Bank of America Stadium | Mercedes-Benz Stadium |
| Kapacita: 88 500        | Kapacita: 82 500 | Kapacita: 75 000        | Kapacita: 75 000      |
|                         |                  |                         |                       |
| Filadelfie              | Seattle          | Miami Gardens           | Nashville             |
| Lincoln Financial Field | Lumen Field      | Hard Rock Stadium       | Geodis Park           |
| Kapacita: 69 000        | Kapacita: 69 000 | Kapacita: 65 000        | Kapacita: 30 000      |
|                         |                  |                         |                       |
| Orlando                 | Orlando          | Cincinnati              | Washington            |
| Camping World Stadium   | Inter&Co Stadium | TQL Stadium             | Audi Field            |
| Kapacita: 65 000        | Kapacita: 25 000 | Kapacita: 26 000        | Kapacita: 20 000      |
|                         |                  |                         |                       |

## Rozhodčí
| Konfederace          | Rozhodčí                                                    | Asistenti rozhodčího                                                        | Videoasistenti rozhodčího | Náhradní rozhodčí          |
| -------------------- | ----------------------------------------------------------- | --------------------------------------------------------------------------- | --- | -------------------------- |
| AFC                  | Alírezá Faghání                                             | Anton Shchetinin a Ashley Beecham (oba Austrálie)                           | Khamis Al-Marri Shaun Evans Fu Ming Mohammed Obaid Khadim | Omar Al-Alí Ma Ning        |
| AFC                  | Salman Falahi                                               | Ramzan Al-Naemi a Majid Al-Shammari (oba Katar)                             | Khamis Al-Marri Shaun Evans Fu Ming Mohammed Obaid Khadim | Omar Al-Alí Ma Ning        |
| AFC                  | Ilgiz Tantašev                                              | Timur Gajnullin a Andrej Tsapenko (oba Uzbekistán)                          | Khamis Al-Marri Shaun Evans Fu Ming Mohammed Obaid Khadim | Omar Al-Alí Ma Ning        |
| CAF                  |                                                             |                                                                             | |                            |
| Dahane Beida         | Jerson Emiliano dos Santos (Angola) a Stephen Yiembe (Keňa) | Hamza Al-Fariq Mahmúd Ašúr                                                  | Mutaz Ibrahim Jean-Jacques Ndala |                            |
| Mustapha Ghorbal     | Mokrane Gourari a Abbes Akram Zerhouni (oba Alžírsko)       | Hamza Al-Fariq Mahmúd Ašúr                                                  | Mutaz Ibrahim Jean-Jacques Ndala |                            |
| Issa Sy              | Djibril Camara a Nouha Bangoura (oba Senegal)               | Hamza Al-Fariq Mahmúd Ašúr                                                  | Mutaz Ibrahim Jean-Jacques Ndala |                            |
| CONCACAF             |                                                             | Hamza Al-Fariq Mahmúd Ašúr                                                  | Mutaz Ibrahim Jean-Jacques Ndala |                            |
| Iván Barton          | David Morán (Salvador) a Henry Pupiro (Nikaragua)           | Tatiana Guzmán Érick Galindo Guillermo Larios Armando Villarreal            | |                            |
| Drew Fischer         | Louhy Arfa a Michael Barwegen (oba Kanada)                  | Tatiana Guzmán Érick Galindo Guillermo Larios Armando Villarreal            | |                            |
| Saíd Martínez        | Walter López a Christian Ramírez (oba Honduras)             | Tatiana Guzmán Érick Galindo Guillermo Larios Armando Villarreal            | |                            |
| Tori Penso           | Kathryn Nesbitt a Brooke Mayo (oba Spojené státy americké)  | Tatiana Guzmán Érick Galindo Guillermo Larios Armando Villarreal            | |                            |
| César Arturo Ramos   | Alberto Morín a Marco Bisguerra (oba Mexiko)                | Tatiana Guzmán Érick Galindo Guillermo Larios Armando Villarreal            | |                            |
| CONMEBOL             |                                                             | Tatiana Guzmán Érick Galindo Guillermo Larios Armando Villarreal            | |                            |
| Ramon Abatti         | Rafael Alves a Danilo Manis (oba Brazílie)                  | Nicolás Gallo Leodán González Juan Lara Hernán Carlos Mastrángelo Juan Soto | Gustavo Tejera |                            |
| Juan Gabriel Benítez | Eduardo Cardozo a Milcíades Saldívar (oba Paraguay)         | Nicolás Gallo Leodán González Juan Lara Hernán Carlos Mastrángelo Juan Soto | Gustavo Tejera |                            |
| Yael Falcón          | Facundo Rodríguez a Maximiliano Del Yesso (oba Argentina)   | Nicolás Gallo Leodán González Juan Lara Hernán Carlos Mastrángelo Juan Soto | Gustavo Tejera |                            |
| Cristián Garay       | José Retamal a Miguel Rocha (oba Chile)                     | Nicolás Gallo Leodán González Juan Lara Hernán Carlos Mastrángelo Juan Soto | Gustavo Tejera |                            |
| Wilton Sampaio       | Bruno Boschilia a Bruno Pires (oba Brazílie)                | Nicolás Gallo Leodán González Juan Lara Hernán Carlos Mastrángelo Juan Soto | Gustavo Tejera |                            |
| Facundo Tello        | Juan Pablo Belatti a Gabriel Chade (oba Argentina)          | Nicolás Gallo Leodán González Juan Lara Hernán Carlos Mastrángelo Juan Soto | Gustavo Tejera |                            |
| Jesús Valenzuela     | Jorge Urrego a Tulio Moreno (oba Venezuela)                 | Nicolás Gallo Leodán González Juan Lara Hernán Carlos Mastrángelo Juan Soto | Gustavo Tejera |                            |
| OFC                  |                                                             |                                                                             | | Campbell-Kirk Kawana-Waugh |
| UEFA                 | Espen Eskås                                                 | Jan Erik Engan a Isaak Basevkin (oba Norsko)                                | Ivan Bebek Jérôme Brisard Bastian Dankert Carlos del Cerro Grande Marco Di Bello Rob Dieperink Alejandro Hernández Hernández Tomasz Kwiatkowski Bram Van Driessche |                            |
| UEFA                 | István Kovács                                               | Mihai Marius Marica a Ferencz Tunyogi (oba Rumunsko)                        | Ivan Bebek Jérôme Brisard Bastian Dankert Carlos del Cerro Grande Marco Di Bello Rob Dieperink Alejandro Hernández Hernández Tomasz Kwiatkowski Bram Van Driessche |                            |
| UEFA                 | François Letexier                                           | Cyril Mugnier a Mehdi Rahmouni (oba Francie)                                | Ivan Bebek Jérôme Brisard Bastian Dankert Carlos del Cerro Grande Marco Di Bello Rob Dieperink Alejandro Hernández Hernández Tomasz Kwiatkowski Bram Van Driessche |                            |
| UEFA                 | Danny Makkelie                                              | Hessel Steegstra a Jan de Vries (oba Nizozemsko)                            | Ivan Bebek Jérôme Brisard Bastian Dankert Carlos del Cerro Grande Marco Di Bello Rob Dieperink Alejandro Hernández Hernández Tomasz Kwiatkowski Bram Van Driessche |                            |
| UEFA                 | Szymon Marciniak                                            | Tomasz Listkiewicz a Adam Kupsik (oba Polsko)                               | Ivan Bebek Jérôme Brisard Bastian Dankert Carlos del Cerro Grande Marco Di Bello Rob Dieperink Alejandro Hernández Hernández Tomasz Kwiatkowski Bram Van Driessche |                            |
| UEFA                 | Glenn Nyberg                                                | Mahbod Beigi a Andreas Söderkvist (oba Švédsko)                             | Ivan Bebek Jérôme Brisard Bastian Dankert Carlos del Cerro Grande Marco Di Bello Rob Dieperink Alejandro Hernández Hernández Tomasz Kwiatkowski Bram Van Driessche |                            |
| UEFA                 | Michael Oliver                                              | Stuart Burt a James Mainwaring (oba Anglie)                                 | Ivan Bebek Jérôme Brisard Bastian Dankert Carlos del Cerro Grande Marco Di Bello Rob Dieperink Alejandro Hernández Hernández Tomasz Kwiatkowski Bram Van Driessche |                            |
| UEFA                 | Anthony Taylor                                              | Gary Beswick a Adam Nunn (oba Anglie)                                       | Ivan Bebek Jérôme Brisard Bastian Dankert Carlos del Cerro Grande Marco Di Bello Rob Dieperink Alejandro Hernández Hernández Tomasz Kwiatkowski Bram Van Driessche |                            |
| UEFA                 | Clément Turpin                                              | Nicolas Danos a Benjamin Pagès (oba Francie)                                | Ivan Bebek Jérôme Brisard Bastian Dankert Carlos del Cerro Grande Marco Di Bello Rob Dieperink Alejandro Hernández Hernández Tomasz Kwiatkowski Bram Van Driessche |                            |
| UEFA                 | Slavko Vinčić                                               | Tomaž Klančnik a Andraž Kovačič (oba Slovinsko)                             | Ivan Bebek Jérôme Brisard Bastian Dankert Carlos del Cerro Grande Marco Di Bello Rob Dieperink Alejandro Hernández Hernández Tomasz Kwiatkowski Bram Van Driessche |                            |
| UEFA                 | Felix Zwayer                                                | Robert Kempter a Christian Dietz (oba Německo)                              | Ivan Bebek Jérôme Brisard Bastian Dankert Carlos del Cerro Grande Marco Di Bello Rob Dieperink Alejandro Hernández Hernández Tomasz Kwiatkowski Bram Van Driessche |                            |

## Skupinová fáze

### Skupina A

#### Tabulka
| Tým         | Z | V | R | P | +/- | B |
| ----------- | - | - | - | - | --- | - |
| Palmeiras   | 3 | 1 | 2 | 0 | +2  | 5 |
| Inter Miami | 3 | 1 | 2 | 0 | +1  | 5 |
| Porto       | 3 | 0 | 2 | 1 | -1  | 2 |
| Al-Ahly     | 3 | 0 | 2 | 1 | -2  | 2 |

#### Zápasy
| 14. června 2025 20:00 EDT |     |             |                                                                           |
| Al-Ahly                   | 0:0 | Inter Miami | Hard Rock Stadium, Miami Gardens diváci: 60 927 rozhodčí: Alírezá Faghání |
|                           |     |             | Hard Rock Stadium, Miami Gardens diváci: 60 927 rozhodčí: Alírezá Faghání |

| 15. června 2025 18:00 EDT |     |          |                                                                         |
| Palmeiras                 | 0:0 | FC Porto | MetLife Stadium, East Rutherford diváci: 46 275 rozhodčí: Saíd Martínez |
|                           |     |          | MetLife Stadium, East Rutherford diváci: 46 275 rozhodčí: Saíd Martínez |

| 19. června 2025 12:00 EDT    |     |         |                                                                          |
| Palmeiras                    | 2:0 | Al-Ahly | MetLife Stadium, East Rutherford diváci: 35 179 rozhodčí: Anthony Taylor |
| Abou Ali 49' (vl.) López 59' |     |         | MetLife Stadium, East Rutherford diváci: 35 179 rozhodčí: Anthony Taylor |

| 19. června 2025 15:00 EDT |     |                          |                                                                        |
| Inter Miami               | 2:1 | Porto                    | Mercedes-Benz Stadium, Atlanta diváci: 31 783 rozhodčí: Cristián Garay |
| Segovia 47' Messi 54'     |     | Samu Omorodion 8' (pen.) | Mercedes-Benz Stadium, Atlanta diváci: 31 783 rozhodčí: Cristián Garay |

| 23. června 2025 21:00 EDT |     |                            |                                                                            |
| Inter Miami               | 2:2 | Palmeiras                  | Hard Rock Stadium, Miami Gardens diváci: 60 914 rozhodčí: Szymon Marciniak |
| Allende 16' Suárez 65'    |     | Paulinho 80' Maurícius 87' | Hard Rock Stadium, Miami Gardens diváci: 60 914 rozhodčí: Szymon Marciniak |

| 23. června 2025 21:00 EDT                      |     |                                                |                                                                            |
| Porto                                          | 4:4 | Al-Ahly                                        | MetLife Stadium, East Rutherford diváci: 39 893 rozhodčí: Jesús Valenzuela |
| Mora 23' Gomes 50' Samu Omorodion 53' Pepê 89' |     | Abou Ali 15' 45+2' (pen.) 51' Ben Romdhane 64' | MetLife Stadium, East Rutherford diváci: 39 893 rozhodčí: Jesús Valenzuela |

### Skupina B

#### Tabulka
| Tým                 | Z | V | R | P | +/- | B |
| ------------------- | - | - | - | - | --- | - |
| Paria Saint-Germain | 3 | 2 | 0 | 1 | +5  | 6 |
| Botafogo            | 3 | 2 | 0 | 1 | +1  | 6 |
| Atlético Madrid     | 3 | 2 | 0 | 1 | -1  | 6 |
| Seattle Sounders    | 3 | 0 | 0 | 3 | -5  | 0 |

#### Zápasy
| 15. června 2025 12:00 PDT                                  |     |                 |                                                            |
| Paris Saint-Germain                                        | 4:0 | Atlético Madrid | Rose Bowl, Pasadena diváci: 80 619 rozhodčí: István Kovács |
| Fabián 19' Vitinha 45+1' Mayulu 87' I Kang-in 90+7' (pen.) |     |                 | Rose Bowl, Pasadena diváci: 80 619 rozhodčí: István Kovács |

| 15. června 2025 19:00 PDT |     |                  |                                                            |
| Botafogo                  | 2:1 | Seattle Sounders | Lumen Field, Seattle diváci: 30 151 rozhodčí: Glenn Nyberg |
| Cunha 28' Igor Jesus 44'  |     | C. Roldan 75'    | Lumen Field, Seattle diváci: 30 151 rozhodčí: Glenn Nyberg |

| 19. června 2025 15:00 PDT |     |                            |                                                           |
| Seattle Sounders          | 1:3 | Atlético Madrid            | Lumen Field, Seattle diváci: 51 636 rozhodčí: Yael Falcón |
| Rusnák 50'                |     | Barrios 11' 55' Witsel 47' | Lumen Field, Seattle diváci: 51 636 rozhodčí: Yael Falcón |

| 19. června 2025 18:00 PDT |     |                     |                                                           |
| Botafogo                  | 1:0 | Paris Saint-Germain | Rose Bowl, Pasadena diváci: 53 699 rozhodčí: Drew Fischer |
| Igor Jesus 36'            |     |                     | Rose Bowl, Pasadena diváci: 53 699 rozhodčí: Drew Fischer |

| 23. června 2025 12:00 PDT |     |                              |                                                              |
| Seattle Sounders          | 0:2 | Paris Saint-Germain          | Lumen Field, Seattle diváci: 50 628 rozhodčí: Cristián Garay |
|                           |     | Kvaratskhelia 35' Hakimi 66' | Lumen Field, Seattle diváci: 50 628 rozhodčí: Cristián Garay |

| 23. června 2025 12:00 PDT |       |          |                                                                 |
| Atlético Madrid           | 1 : 0 | Botafogo | Rose Bowl, Pasadena diváci: 22 992 rozhodčí: César Arturo Ramos |
| Griezmann 87'             |       |          | Rose Bowl, Pasadena diváci: 22 992 rozhodčí: César Arturo Ramos |

### Skupina C

#### Tabulka
| Tým           | Z | V | R | P | +/- | B |
| ------------- | - | - | - | - | --- | - |
| Benfica       | 3 | 2 | 1 | 0 | +7  | 7 |
| Bayern        | 3 | 2 | 0 | 1 | +10 | 6 |
| Boca Juniors  | 3 | 0 | 2 | 1 | -1  | 2 |
| Auckland City | 3 | 0 | 1 | 2 | -16 | 1 |

#### Zápasy
| 15. června 2025 12:00 EDT                                                       |      |               |                                                          |
| Bayern Mnichov                                                                  | 10:0 | Auckland City | TQL Stadium, Cincinnati diváci: 21 152 rozhodčí: Issa Sy |
| Coman 6' 21' Boey 18' Olise 20' 45+3' Müller 45' 89' Musiala 67' 73' (pen.) 84' |      |               | TQL Stadium, Cincinnati diváci: 21 152 rozhodčí: Issa Sy |

| 16. června 2025 18:00 EDT        |     |                                    |                                                                              |
| Boca Juniors                     | 2:2 | Benfica                            | Hard Rock Stadium, Miami Gardens diváci: 55 574 rozhodčí: César Arturo Ramos |
| Otamendi 21' (vl.) Battaglia 27' |     | Di María 45+3' (pen.) Otamendi 84' | Hard Rock Stadium, Miami Gardens diváci: 55 574 rozhodčí: César Arturo Ramos |

| 20. června 2025 12:00 EDT                                                      |     |               |                                                                        |
| Benfica                                                                        | 6:0 | Auckland City | Hard Rock Stadium, Miami Gardens diváci: 6 730 rozhodčí: Salman Falahi |
| Di María 45+8' (pen.), 90+8' (pen.) Pavlidis 53' Sanches 63' Barreiro 76', 78' |     |               | Hard Rock Stadium, Miami Gardens diváci: 6 730 rozhodčí: Salman Falahi |

| 20. června 2025 21:00 EDT |     |               |                                                                    |
| Bayern Mnichov            | 2:1 | Boca Juniors  | Inter&Co Stadium, Orlando diváci: 63 587 rozhodčí: Alírezá Faghání |
| Kane 18' Olise 84'        |     | Merentiel 66' | Inter&Co Stadium, Orlando diváci: 63 587 rozhodčí: Alírezá Faghání |

| 24. června 2025 14:00 EDT |     |                  |                                                              |
| Auckland City             | 1:1 | Boca Juniors     | Geodis Park, Nashville diváci: 16 899 rozhodčí: Glenn Nyberg |
| Gray 52'                  |     | Garrow 26' (vl.) | Geodis Park, Nashville diváci: 16 899 rozhodčí: Glenn Nyberg |

| 24. června 2025 15:00 CDT |     |                |                                                                               |
| Benfica                   | 1:0 | Bayern Mnichov | Bank of America Stadium, Charlotte diváci: 33 287 rozhodčí: François Letexier |
| Schjelderup 13'           |     |                | Bank of America Stadium, Charlotte diváci: 33 287 rozhodčí: François Letexier |

### Skupina D

#### Tabulka
| Tým                | Z | V | R | P | +/- | B |
| ------------------ | - | - | - | - | --- | - |
| Flamengo           | 3 | 2 | 1 | 0 | +4  | 7 |
| Chelsea            | 2 | 2 | 0 | 1 | +3  | 6 |
| Espérance de Tunis | 3 | 1 | 0 | 2 | -4  | 3 |
| Los Angeles        | 3 | 0 | 1 | 2 | -3  | 1 |

#### Zápasy
| 16. června 2025 15:00 EDT |     |             |                                                                          |
| Chelsea                   | 2:0 | Los Angeles | Mercedes-Benz Stadium, Atlanta diváci: 22 137 rozhodčí: Jesús Valenzuela |
| Neto 34' Fernández 79'    |     |             | Mercedes-Benz Stadium, Atlanta diváci: 22 137 rozhodčí: Jesús Valenzuela |

| 17. června 2025 15:00 EDT         |     |                    |                                                                             |
| Flamengo                          | 2:0 | Espérance de Tunis | Lincoln Financial Field, Filadelfie diváci: 25 797 rozhodčí: Danny Makkelie |
| de Arrascaeta 17' Luiz Araújo 70' |     |                    | Lincoln Financial Field, Filadelfie diváci: 25 797 rozhodčí: Danny Makkelie |

| 20. června 2025 14:00 EDT       |     |          |                                                                          |
| Flamengo                        | 3:1 | Chelsea  | Lincoln Financial Field, Filadelfie diváci: 54 619 rozhodčí: Iván Barton |
| Henrique 62' Danilo 65' Yan 83' |     | Neto 13' | Lincoln Financial Field, Filadelfie diváci: 54 619 rozhodčí: Iván Barton |

| 20. června 2025 17:00 CDT |     |                    |                                                             |
| Los Angeles               | 0:1 | Espérance de Tunis | Geodis Park, Nashville diváci: 13 651 rozhodčí: Espen Eskås |
|                           |     | Belaïli 70'        | Geodis Park, Nashville diváci: 13 651 rozhodčí: Espen Eskås |

| 24. června 2025 21:00 EDT |     |          |                                                                       |
| Los Angeles               | 1:1 | Flamengo | Camping World Stadium, Orlando diváci: 32 933 rozhodčí: Salman Falahi |
| Bouanga 84'               |     | Yan 86'  | Camping World Stadium, Orlando diváci: 32 933 rozhodčí: Salman Falahi |

| 24. června 2025 21:00 EDT |     |                                           |                                                                                |
| Espérance de Tunis        | 0:3 | Chelsea                                   | Lincoln Financial Field, Filadelfie diváci: 32 967 rozhodčí: Yael Falcón Pérez |
|                           |     | Adarabioyo 45+3' Delap 45+5' George 90+7' | Lincoln Financial Field, Filadelfie diváci: 32 967 rozhodčí: Yael Falcón Pérez |

### Skupina E

#### Tabulka
| Tým                | Z | V | R | P | +/- | B |
| ------------------ | - | - | - | - | --- | - |
| Inter              | 3 | 2 | 1 | 0 | +3  | 7 |
| CF Monterrey       | 3 | 1 | 2 | 0 | +4  | 5 |
| River Plate        | 3 | 1 | 1 | 1 | 0   | 4 |
| Urawa Red Diamonds | 3 | 0 | 0 | 3 | -7  | 0 |

#### Zápasy
| 17. června 2025 12:00 PDT        |     |                    |                                                            |
| River Plate                      | 3:1 | Urawa Red Diamonds | Lumen Field, Seattle diváci: 11 974 rozhodčí: Felix Zwayer |
| Kolidio 12' Driussi 48' Meza 73' |     | Matsuo 58' (pen.)  | Lumen Field, Seattle diváci: 11 974 rozhodčí: Felix Zwayer |

| 17. června 2025 18:00 PDT |     |                 |                                                             |
| Monterrey                 | 1:1 | Inter Milán     | Rose Bowl, Pasadena diváci: 40 311 rozhodčí: Wilton Sampaio |
| Ramos 25'                 |     | L. Martínez 42' | Rose Bowl, Pasadena diváci: 40 311 rozhodčí: Wilton Sampaio |

| 21. června 2025 12:00 PDT     |     |                    |                                                           |
| Inter Milán                   | 2:1 | Urawa Red Diamonds | Rose Bowl, Pasadena diváci: 25 090 rozhodčí: Dahane Beida |
| L. Martínez 78' Carboni 90+2' |     | Watanabe 11'       | Rose Bowl, Pasadena diváci: 25 090 rozhodčí: Dahane Beida |

| 21. června 2025 18:00 PDT |     |           |                                                             |
| River Plate               | 0:0 | Monterrey | Lumen Field, Seattle diváci: 57 393 rozhodčí: Slavko Vinčić |
|                           |     |           | Lumen Field, Seattle diváci: 57 393 rozhodčí: Slavko Vinčić |

| 25. června 2025 18:00 PDT     |     |             |                                                               |
| Inter Milán                   | 2:0 | River Plate | Lumen Field, Seattle diváci: 45 135 rozhodčí: Ilgiz Tantashev |
| F. Esposito 72' Bastoni 90+3' |     |             | Lumen Field, Seattle diváci: 45 135 rozhodčí: Ilgiz Tantashev |

| 25. června 2025 18:00 PDT |     |                                           |                                                           |
| Urawa Red Diamonds        | 0:4 | Monterrey                                 | Rose Bowl, Pasadena diváci: 14 312 rozhodčí: Felix Zwayer |
|                           |     | Deossa 30' Berterame 34' 90+7' Corona 39' | Rose Bowl, Pasadena diváci: 14 312 rozhodčí: Felix Zwayer |

### Skupina F

#### Tabulka
| Tým               | Z | V | R | P | +/- | B |
| ----------------- | - | - | - | - | --- | - |
| Fluminense        | 3 | 2 | 1 | 0 | +2  | 7 |
| Borussia Dortmund | 3 | 1 | 2 | 0 | +2  | 5 |
| Mamelodi Sundowns | 3 | 1 | 1 | 1 | 0   | 4 |
| Ulsan HD          | 3 | 0 | 0 | 3 | -4  | 0 |

#### Zápasy
| 17. června 2025 12:00 EDT |     |            |                                                                           |
| Borussia Dortmund         | 0:0 | Fluminense | MetLife Stadium, East Rutherford diváci: 34 736 rozhodčí: Ilgiz Tantashev |
|                           |     |            | MetLife Stadium, East Rutherford diváci: 34 736 rozhodčí: Ilgiz Tantashev |

| 17. června 2025 18:00 EDT |     |                   |                                                                  |
| Ulsan HD                  | 0:1 | Mamelodi Sundowns | Inter&Co Stadium, Orlando diváci: 3 412 rozhodčí: Clément Turpin |
|                           |     | Rayners 36'       | Inter&Co Stadium, Orlando diváci: 3 412 rozhodčí: Clément Turpin |

| 21. června 2025 18:00 EDT                   |     |                                    |                                                                          |
| Fluminense                                  | 4:2 | Ulsan HD                           | MetLife Stadium, East Rutherford diváci: 29 321 rozhodčí: Michael Oliver |
| Arias 27' Nonato 66' Freytes 83' Keno 90+2' |     | Lee Jin-hyun 37' Um Won-sang 45+3' | MetLife Stadium, East Rutherford diváci: 29 321 rozhodčí: Michael Oliver |

| 21. června 2025 12:00 EDT           |     |                                                           |                                                                       |
| Mamelodi Sundowns                   | 3:4 | Borussia Dortmund                                         | TQL Stadium, Cincinnati diváci: 14 006 rozhodčí: Juan Gabriel Benítez |
| Ribeiro 11' Rayners 62' Mothiba 90' |     | Nmecha 16' Guirassy 34' J. Bellingham 45' Mudau 59' (vl.) | TQL Stadium, Cincinnati diváci: 14 006 rozhodčí: Juan Gabriel Benítez |

| 25. června 2025 15:00 EDT |     |          |                                                            |
| Borussia Dortmund         | 1:0 | Ulsan HD | TQL Stadium, Cincinnati diváci: 8 239 rozhodčí: Tori Penso |
| Svensson 36'              |     |          | TQL Stadium, Cincinnati diváci: 8 239 rozhodčí: Tori Penso |

| 25. června 2025 15:00 EDT |     |            |                                                                          |
| Mamelodi Sundowns         | 0:0 | Fluminense | Hard Rock Stadium, Miami Gardens diváci: 14 312 rozhodčí: Anthony Taylor |
|                           |     |            | Hard Rock Stadium, Miami Gardens diváci: 14 312 rozhodčí: Anthony Taylor |

### Skupina G

#### Tabulka
| Tým             | Z | V | R | P | +/- | B |
| --------------- | - | - | - | - | --- | - |
| Manchester City | 3 | 3 | 0 | 0 | +11 | 9 |
| Juventus        | 3 | 2 | 0 | 1 | +5  | 6 |
| Al Ain          | 3 | 1 | 0 | 2 | -10 | 3 |
| Wydad           | 3 | 0 | 0 | 3 | -6  | 0 |

#### Zápasy
| 18. června 2025 12:00 EDT |     |       |                                                                           |
| Manchester City           | 2:0 | Wydad | Lincoln Financial Field, Filadelfie diváci: 37 446 rozhodčí: Ramon Abatti |
| Foden 2' Doku 42'         |     |       | Lincoln Financial Field, Filadelfie diváci: 37 446 rozhodčí: Ramon Abatti |

| 18. června 2025 21:00 EDT |     |                                                   |                                                            |
| Al Ajn                    | 0:5 | Juventus                                          | Audi Field, Washington diváci: 18 161 rozhodčí: Tori Penso |
|                           |     | Kolo Muani 11' 45+4' Conceição 21' 58' Yıldız 31' | Audi Field, Washington diváci: 18 161 rozhodčí: Tori Penso |

| 22. června 2025 12:00 EDT                               |     |           |                                                                            |
| Juventus                                                | 4:1 | Wydad     | Lincoln Financial Field, Filadelfie diváci: 31 975 rozhodčí: Saíd Martínez |
| Boutouil 6' (vl.) Yıldız 16', 69' Vlahović 90+4' (pen.) |     | Lorch 25' | Lincoln Financial Field, Filadelfie diváci: 31 975 rozhodčí: Saíd Martínez |

| 22. června 2025 21:00 EDT                                               |     |        |                                                                          |
| Manchester City                                                         | 6:0 | Al Ajn | Mercedes-Benz Stadium, Atlanta diváci: 40 392 rozhodčí: Mustapha Ghorbal |
| Gündoğan 8', 73' Echeverri 27' Haaland 45+5' (pen.) Bobb 84' Cherli 89' |     |        | Mercedes-Benz Stadium, Atlanta diváci: 40 392 rozhodčí: Mustapha Ghorbal |

| 26. června 2025 15:00 EDT    |     |                                                            |                                                                        |
| Juventus                     | 2:5 | Manchester City                                            | Camping World Stadium, Orlando diváci: 54 320 rozhodčí: Clément Turpin |
| Koopmeiners 11' Vlahović 84' |     | Doku 9' Kalulu 26' (vl.) Haaland 52' Foden 69' Savinho 75' | Camping World Stadium, Orlando diváci: 54 320 rozhodčí: Clément Turpin |

| 26. června 2025 15:00 EDT |     |                            |                                                              |
| Wydad                     | 1:2 | Al Ajn                     | Audi Field, Washington diváci: 10 785 rozhodčí: Drew Fischer |
| Mailula 4'                |     | Laba 45+1' (pen.) Kaku 50' | Audi Field, Washington diváci: 10 785 rozhodčí: Drew Fischer |

### Skupina H

#### Tabulka
| Tým                  | Z | V | R | P | +/- | B |
| -------------------- | - | - | - | - | --- | - |
| Real Madrid          | 3 | 2 | 1 | 0 | +5  | 7 |
| Al-Hilal             | 3 | 1 | 2 | 0 | +2  | 5 |
| FC Red Bull Salzburg | 2 | 1 | 1 | 1 | -2  | 4 |
| Pachuca              | 3 | 0 | 0 | 3 | -5  | 0 |

#### Zápasy
| 18. června 2025 15:00 EDT |     |                  |                                                                         |
| Real Madrid               | 1:1 | Al Hilal         | Hard Rock Stadium, Miami Gardens diváci: 62 415 rozhodčí: Facundo Tello |
| G. García 34'             |     | Neves 41' (pen.) | Hard Rock Stadium, Miami Gardens diváci: 62 415 rozhodčí: Facundo Tello |

| 18. června 2025 15:00 EDT |     |                        |                                                                  |
| Pachuca                   | 1:2 | Red Bull Salzburg      | TQL Stadium, Cincinnati diváci: 5 282 rozhodčí: Mustapha Ghorbal |
| González 56'              |     | Hlouch 42' Onisiwo 76' | TQL Stadium, Cincinnati diváci: 5 282 rozhodčí: Mustapha Ghorbal |

| 22. června 2025 15:00 EDT             |     |             |                                                                          |
| Real Madrid                           | 3:1 | Pachuca     | Bank of America Stadium, Charlotte diváci: 70 248 rozhodčí: Ramon Abatti |
| Bellingham 35' Güler 43' Valverde 70' |     | Montiel 80' | Bank of America Stadium, Charlotte diváci: 70 248 rozhodčí: Ramon Abatti |

| 22. června 2025 18:00 EDT |     |          |                                                                |
| Red Bull Salzburg         | 0:0 | Al Hilal | Audi Field, Washington diváci: 16 167 rozhodčí: Wilton Sampaio |
|                           |     |          | Audi Field, Washington diváci: 16 167 rozhodčí: Wilton Sampaio |

| 26. června 2025 20:00 EDT            |     |         |                                                                |
| Al Hilal                             | 2:0 | Pachuca | Geodis Park, Nashville diváci: 14 147 rozhodčí: Danny Makkelie |
| S. Davsárí 22' Marcos Leonardo 90+5' |     |         | Geodis Park, Nashville diváci: 14 147 rozhodčí: Danny Makkelie |

| 26. června 2025 21:00 CDT |     |                                           |                                                                           |
| Red Bull Salzburg         | 0:3 | Real Madrid                               | Lincoln Financial Field, Filadelfie diváci: 64 811 rozhodčí: Dahane Beida |
|                           |     | Vinícius 40' Valverde 45+3' G. García 84' | Lincoln Financial Field, Filadelfie diváci: 64 811 rozhodčí: Dahane Beida |

## Vyřazovací fáze

### Osmifinále
| 28. června 2025 12:00 EDT |          |          |                                                                                |
| Palmeiras                 | 1:0 (PP) | Botafogo | Lincoln Financial Field, Filadelfie diváci: 33 657 rozhodčí: François Letexier |
| Paulinho 100'             |          |          | Lincoln Financial Field, Filadelfie diváci: 33 657 rozhodčí: François Letexier |

| 28. června 2025 16:00 EDT |          |                                                    |                                                                           |
| Benfica                   | 1:4 (PP) | Chelsea                                            | Bank of America Stadium, Charlotte diváci: 25 929 rozhodčí: Slavko Vinčić |
| Di María 90+5' (pen.)     |          | James 64' Nkunku 108' Neto 114' Dewsbury-Hall 117' | Bank of America Stadium, Charlotte diváci: 25 929 rozhodčí: Slavko Vinčić |

| 29. června 2025 12:00 EDT                   |     |             |                                                                        |
| Paris Saint-Germain                         | 4:0 | Inter Miami | Mercedes-Benz Stadium, Atlanta diváci: 65 574 rozhodčí: Wilton Sampaio |
| Neves 6', 39' Avilés 44' (vl.) Hakimi 45+3' |     |             | Mercedes-Benz Stadium, Atlanta diváci: 65 574 rozhodčí: Wilton Sampaio |

| 29. června 2025 16:00 EDT      |     |                                          |                                                                          |
| Flamengo                       | 2:4 | Bayern Mnichov                           | Hard Rock Stadium, Miami Gardens diváci: 60 914 rozhodčí: Michael Oliver |
| Gerson 33' Jorginho 55' (pen.) |     | Pulgar 6' (vl.) Kane 9' 73' Goretzka 41' | Hard Rock Stadium, Miami Gardens diváci: 60 914 rozhodčí: Michael Oliver |

| 30. června 2025 15:00 EDT |     |                        |                                                                         |
| Inter Milán               | 0:2 | Fluminense             | Bank of America Stadium, Charlotte diváci: 20 030 rozhodčí: Iván Barton |
|                           |     | Cano 3' Hércules 90+3' | Bank of America Stadium, Charlotte diváci: 20 030 rozhodčí: Iván Barton |

| 30. června 2025 21:00 EDT       |          |                                             |                                                                          |
| Manchester City                 | 3:4 (PP) | Al Hilal                                    | Camping World Stadium, Orlando diváci: 42 311 rozhodčí: Jesús Valenzuela |
| Silva 9' Haaland 55' Foden 104' |          | Leonardo 46', 112' Malcom 52' Koulibaly 94' | Camping World Stadium, Orlando diváci: 42 311 rozhodčí: Jesús Valenzuela |

| 1. července 2025 15:00 EDT |     |          |                                                                            |
| Real Madrid                | 1:0 | Juventus | Hard Rock Stadium, Miami Gardens diváci: 62 149 rozhodčí: Szymon Marciniak |
| G. García 54'              |     |          | Hard Rock Stadium, Miami Gardens diváci: 62 149 rozhodčí: Szymon Marciniak |

| 1. července 2025 21:00 EDT |     |               |                                                                       |
| Borussia Dortmund          | 2:1 | Monterrey     | Mercedes-Benz Stadium, Atlanta diváci: 31 442 rozhodčí: Facundo Tello |
| Guirassy 14', 24'          |     | Berterame 48' | Mercedes-Benz Stadium, Atlanta diváci: 31 442 rozhodčí: Facundo Tello |

### Čtvrtfinále
| 4. července 2025 15:00 EDT  |     |              |                                                                        |
| Fluminense                  | 2:1 | Al Hilal     | Camping World Stadium, Orlando diváci: 43 091 rozhodčí: Danny Makkelie |
| Martinelli 40' Hércules 70' |     | Leonardo 51' | Camping World Stadium, Orlando diváci: 43 091 rozhodčí: Danny Makkelie |

| 4. července 2025 21:00 EDT |     |                               |                                                                              |
| Palmeiras                  | 1:2 | Chelsea                       | Lincoln Financial Field, Filadelfie diváci: 65 782 rozhodčí: Alírezá Faghání |
| Estêvão 53'                |     | Palmer 16' Weverton 83' (vl.) | Lincoln Financial Field, Filadelfie diváci: 65 782 rozhodčí: Alírezá Faghání |

| 5. července 2025 12:00 EDT |     |                |                                                                        |
| Paris Saint-Germaim        | 2:0 | Bayern Mnichov | Mercedes-Benz Stadium, Atlanta diváci: 66 937 rozhodčí: Anthony Taylor |
| Doué 78' Dembélé 90+6'     |     |                | Mercedes-Benz Stadium, Atlanta diváci: 66 937 rozhodčí: Anthony Taylor |

| 5. července 2025 16:00 EDT               |     |                                   |                                                                        |
| Real Madrid                              | 3:2 | Borussia Dortmund                 | MetLife Stadium, East Rutherford diváci: 76 611 rozhodčí: Ramon Abatti |
| G. García 10' F. García 20' Mbappé 90+4' |     | Beier 90+2' Guirassy 90+8' (pen.) | MetLife Stadium, East Rutherford diváci: 76 611 rozhodčí: Ramon Abatti |

### Semifinále
| 8. července 2025 15:00 EDT |     |                     |                                                                             |
| Fluminense                 | 0:2 | Chelsea             | MetLife Stadium, East Rutherford diváci: 70 556 rozhodčí: François Letexier |
|                            |     | João Pedro 18', 56' | MetLife Stadium, East Rutherford diváci: 70 556 rozhodčí: François Letexier |

| 9. července 2025 15:00 EDT           |       |             |                                                                            |
| Paris Saint-Germain                  | 4 : 0 | Real Madrid | MetLife Stadium, East Rutherford diváci: 77 542 rozhodčí: Szymon Marciniak |
| Ruiz 6', 24' Dembelé 9' G. Ramos 87' |       |             | MetLife Stadium, East Rutherford diváci: 77 542 rozhodčí: Szymon Marciniak |

### Finále
| 13. července 2025 15:00 EDT    |       |                     |                                                                           |
| Chelsea                        | 3 : 0 | Paris Saint-Germain | MetLife Stadium, East Rutherford diváci: Alírezá Faghání rozhodčí: 81 118 |
| Palmer 23', 30' João Pedro 43' |       |                     | MetLife Stadium, East Rutherford diváci: Alírezá Faghání rozhodčí: 81 118 |

## Finanční odměny
Model distribuce rozděluje celkový peněžní fond ve výši 1 miliardy USD medzi 32 zúčastněných klubů. Víťaz turnaje získá až 125 milionů USD, což představuje výrazný nárůst finančních odměn v porovnaní s předcházející ročníky. Platba solidarity za cíl poskytnout klubovému fotbalu na celém světě dalších 250 milionů USD.
Distribuční model pro ročník 2025 je následovný:
Sportovní výkony (475 milionů USD): Zvyšování výplat na základě výkonu na turnaji.
- Skupinová fáze (tři zápasy): + 2,0 milionu dolarů za výhru; + 1,0 milionu dolarů za remízu
- Osmifinále: + 7,5 milionu dolarů
- Čtvrtfinále: + 13,125 milionu dolarů
- Semifinále: + 21,0 milionu dolarů
- Finalista: + 30,0 milionu dolarů
- Vítěz: + 40,0 milionu dolarů

Za účast (525 milionů USD): Garantované platby všem 32 klubům.
- Evropa: 12,81 – 38,19 milionu dolarů (určené na základě sportovních a komerčních kritérií)
- Jižní Amerika: 15,21 milionu dolarů
- Severní, Střední Amerika a Karibik: 9,55 milionu dolarů
- Asie: 9,55 milionu dolarů
- Afrika: 9,55 milionu dolarů
- Oceánie: 3,58 milionu dolarů

Platby solidarity (250 milionů USD): Kromě odměn pro zúčastněné týmy jsou tyto platby určeny na podporu klubů na celém světě, čímž se podporuje rozvoj v globálním fotbale.

## Kritika

### Dopad přidaných zápasů
Navrhované rozšíření turnaje kritizovala FIFPro a také World Leagues Forum, obě organizace vyjádřily obavy o blaho hráčů kvůli dalším přidaným zápasům do i tak nabitého kalendáře. Mnoho klubů a národních svazů kritizovalo FIFA, že upřednostňuje peníze před zdravím hráčů.

### Ceny vstupenek a účast
Zpočátku byly ceny vstupenek velmi vysoké v porovnání s jinými turnaji, některé vstupenky na finále stály až 2 200 dolarů. Dne 10. února 2025 bylo oznámeno, že FIFA snížila ceny vstupenek kvůli malému zájmu. V době zahajovacího zápasu ceny vstupenek klesly ještě níže.
Během prvních zápasů jednotlivých skupin bylo více než 400 000 míst na stadionech neobsazených. FIFA dne 22. června oznámila, že průměr činí 36 490 diváků na zápas.
Fanoušci Wydadu způsobili během několika zápasů potíže kvůli házení dýmovnic na hřiště, zejména v zápase proti Juventusu, kdy bylo ze stadionu vyhozeno sedm fanoušků a jeden fanoušek byl zatčen.

### Inter Miami
Stejně jako u předchozích ročníků bylo i v tomto formátu přiděleno jedno místo vyhrazené pro hostitelskou zemi. Tradičně toto místo obsazuje obhájce ligového titulu z dané země. Vítěz Major League Soccer se určuje na základě play-off, nikoli základní části (v případě sezóny 2024 to bylo Los Angeles Galaxy). Uprostřed sezóny bylo navrženo, aby místo obsadil vítěz MLS Supporter's Shieldu 2024, vítěz MLS Cupu 2024 nebo vítěz případného play-off mezi nimi.
Dne 19. října 2024 FIFA oznámila, že místo bude přiděleno Interu Miami jako vítězi MLS Supporter's Shieldu. FIFA uvedla, že rozhodnutí učinila předtím, než Inter Miami turnaj vyhrál.
Toto rozhodnutí se setkalo s kritikou fanoušků i expertů kvůli nedostatku transparentnosti, absenci tradiční kvalifikace a snaze přilákat sponzory tím, že na turnaji bude hrál Lionel Messi. Dne 10. listopadu 2024 byl Inter Miami v play-off Major League Soccer vyřazen Atlantou United.